# 中華民國陸軍工兵第五三群
陸軍工兵第五三群，又稱為陸軍五三工兵群，為中華民國陸軍駐守於桃園市的工兵群級部隊，編配在陸軍第六軍團，隊名「龍華部隊」。